# 湯川英彦
湯川 英彦（ゆかわ ひでひこ、1955年3月25日 - ）は、日本の実業家。関西電力取締役常務執行役員、きんでん副社長東京本社代表を経て、同社顧問。2023年6月任期満了によりきんでん取締役退任。

## 略歴
1955年生まれ。1978年京都大学工学部電気卒業。1980年京都大学大学院修士課程修了、同年関西電力入社、2010年6月、関西電力執行役員(従業員。会社法上の役員ではない)企画室国際担当室長、2011年6月、同社執行役員国際室長、2013年6月、同社常務執行役員(従業員。会社法上の役員ではない)国際室担当、2015年6月、同社取締役常務執行役員(会社法上の役員)、2018年6月、退任し、きんでん取締役専務執行役員、2020年6月、きんでん副社長東京代表に就任。2023年6月、きんでん顧問に就任。2023年6月27日任期満了によりきんでん取締役退任。

## 著作

### 単著
- 単著「IT活用の高度配電自動化システム--総合生活基盤産業への展開（特集 ハイテク送・配・変電）」『エネルギ-』34(7), 76-80（2001年）
- 単著「ブロードバンドコンテンツ配信技術の現状と将来展望 (特集 ブロードバンド技術の最新動向)」『電気評論』87, 28-45（2002年）

### 共著
- 共著（松本翼と）「配電総合自動化へのパワ-エレクトロニクスの適用 (エレクトロニクス技術を導入した電力設備の最新動向-2-<特集>)」『OHM』74(2), 60-64（1987年）
- 共著（桑山仁平・寒河江繁市と）「関西電力(株)開閉器遠隔制御システム (配電自動化技術特集)」『富士時報』61(9), 575-581（1988年）
- 共著（大橋俊和・神野勝志・原英也と）「関西電力(株)における配電用品リサイクルの現状と今後の動き」『電気設備学会全国大会講演論文集 17, 55-56（1999年）
- 共著（西村敏一・小野朗と）「現地作業自動手配システムの開発」『電気設備学会全国大会講演論文集』 19, 27-28（2001年）
- 共著（井上修・田中實・難波哲也と）「地中線設計支援・設備管理システムの開発について」『電気設備学会全国大会講演論文集』19, 25-26（2001年）